# BackupPC
BackupPC ist eine freie Disk-zu-Disk Backup-Suite mit einem webbasierten Frontend. Es ist kein spezieller Client notwendig, da der Server selbst unterschiedliche Protokolle unterstützt.
2007 wurde BackupPC gemeinsam mit Amanda und Bacula als eine der drei meist bekannten Open-Source Backup-Utilities genannt.
Datendeduplikation verringert den notwendigen Speicherbedarf auf dem Ziel-Server.
BackupPC ist in der Lage über das SMB-Protokoll auch Netzwerk-Freigaben unter Microsoft Windows zu sichern.

## Übertragungsarten
Es werden unterschiedliche Übertragungsarten (zum Server) unterstützt.

### rsync
Dabei werden die zu sichernden Daten mittels rsync-Protokoll übertragen.
Besonderer Vorteil bei dieser Sicherungsart ist die Möglichkeit eine geringere Datenmenge übertragen zu können:
Ein wichtiges Merkmal von rsync ist, dass es nicht nur ganze Dateien kopieren kann, sondern auch Teile von Dateien. Wurde auf dem Quell-Datenträger eine Datei verändert, werden nur die geänderten Teile der Datei auf das Zielsystem übertragen (Delta-Kodierung). Das kann speziell bei unkomprimierten Dateitypen erhebliches Transfervolumen einsparen und die Synchronisation deutlich beschleunigen. (weiterführend: rsync-Protokoll)
Optional ist auch eine verschlüsselte Übertragung mithilfe des SSH-Protokolls möglich.

### smb
Mit dieser Übertragungsart können „nativ“ Windows-Freigaben gesichert werden.

## Speicherverbrauch

### Deduplikation
Aufgrund der Deduplikation werden identische Dateien von mehreren Clients immer nur einmal im sog. „pool“ gesichert. Weitere identische Kopien werden intern referenziert (dzt. mittels Hardlinks).
One example of disk use: 95 latops with each full backup averaging 3.6GB each, and each incremental averaging about 0.3GB. Storing three weekly full backups and six incremental backups per laptop is around 1200GB of raw data, but because of pooling and compression only 150GB is needed.
Zu sichernde Dateien werden zum Server übertragen. Nach der Übertragung werden die Dateien mit schon vorhandenen verglichen (MD5-Checksummen). Wenn die Dateien schon vorhanden sind, werden sie mittels Hardlinks referenziert.
In der vorhandenen Stable-Version werden z. B. Kopien von Dateien jedoch weiterhin übertragen, da die Deduplikation erst am Server stattfindet.
Der Entwickler hat angekündigt,  in den kommenden Versionen eine Möglichkeit zur Deduplikation vor der Übertragung der Dateien zu implementieren: Dabei erstellen die Clients schon vor der Übertragung Checksummen – danach werden nur noch Dateien übertragen, die nicht referenziert werden können (neue und geänderte Dateien).

### Optionale Kompression
Optional können die übertragenen Dateien am Server auch zusätzlich mittels gzip oder bzip2 komprimiert werden um noch weiter Speicherplatz zu sparen.

## Performance
Erhebliche Performance-Gewinne lassen sich mittels rsync und unkomprimierten Daten erzielen: Im Gegensatz zur Annahme es müssten immer wieder große Datenmengen übertragen werden ermöglicht rsync sogar eine noch schnellere Sicherung (siehe Beispiel).